# A Dominikai Közösség a 2024. évi nyári olimpiai játékokon
A Dominikai Közösség a franciaországi Párizsban megrendezett 2024. évi nyári olimpiai játékok egyik részt vevő nemzete volt. Az országot az olimpián 2 sportágban 4 sportoló képviselte, akik összesen 1 érmet szereztek. Thea LaFond az ország történetének első olimpiai érmét, és egyben első olimpiai bajnoki címét szerezte.

## Érmesek
| Érem  | Versenyző   | Sportág  | Versenyszám     |
| ----- | ----------- | -------- | --------------- |
| Arany | Thea LaFond | Atlétika | Női hármasugrás |

## Atlétika
Férfi
| Versenyző    | Versenyszám | Előfutam | Előfutam | Előfutam | Vigaszág | Vigaszág | Vigaszág | Elődöntő | Elődöntő | Elődöntő | Döntő   | Döntő    |
| Versenyző    | Versenyszám | Idő      | Hely.    | Össz.    | Idő      | Hely.    | Össz.    | Idő      | Hely.    | Össz.    | Idő     | Helyezés |
| ------------ | ----------- | -------- | -------- | -------- | -------- | -------- | -------- | -------- | -------- | -------- | ------- | -------- |
| Dennick Luke | 800 m       | 1:47,54  | 8.       | 44.      | 1:46,81  | 6.       | 23.      | kiesett  | kiesett  | kiesett  | kiesett | kiesett  |

Női
| Versenyző   | Versenyszám | Selejtező | Selejtező | Döntő    | Döntő    |
| Versenyző   | Versenyszám | Eredmény  | Helyezés  | Eredmény | Helyezés |
| ----------- | ----------- | --------- | --------- | -------- | -------- |
| Thea LaFond | Hármasugrás | 14,35 m   | 7.        | 15,02 m  |          |

## Úszás
Férfi
| Versenyző       | Versenyszám | Előfutam | Előfutam | Előfutam | Elődöntő | Elődöntő | Elődöntő | Döntő   | Döntő    |
| Versenyző       | Versenyszám | Idő      | Hely.    | Össz.    | Idő      | Hely.    | Össz.    | Idő     | Helyezés |
| --------------- | ----------- | -------- | -------- | -------- | -------- | -------- | -------- | ------- | -------- |
| Warren Lawrence | 50 m gyors  | 24,67    | 5.       | 52.      | kiesett  | kiesett  | kiesett  | kiesett | kiesett  |

Női
| Versenyző         | Versenyszám | Előfutam | Előfutam | Előfutam | Elődöntő | Elődöntő | Elődöntő | Döntő   | Döntő    |
| Versenyző         | Versenyszám | Idő      | Hely.    | Össz.    | Idő      | Hely.    | Össz.    | Idő     | Helyezés |
| ----------------- | ----------- | -------- | -------- | -------- | -------- | -------- | -------- | ------- | -------- |
| Jasmine Schofield | 50 m gyors  | 29,91    | 3.       | 60.      | kiesett  | kiesett  | kiesett  | kiesett | kiesett  |